# Sabouri-Nakoara
Ne doit pas être confondu avec Sabouri (homonymie).
Sabouri-Nakoara est une localité située dans le département de Korsimoro de la province du Sanmatenga dans la région Centre-Nord au Burkina Faso.

## Géographie
Sabouri-Nakoara forme un ensemble de communauté de villages avec Sabouri-Sonkin, Sabouri-Natenga et Ouidin situés à proximité.

## Éducation et santé
Le centre de soins le plus proche de Sabouri-Nakoara est le centre de santé et de promotion sociale (CSPS) de Sabouri-Natenga tandis que le centre hospitalier régional (CHR) se trouve à Kaya.
Sabouri-Nakoara possède une école primaire publique.